# Willy-Brandt-Platz (München)
Koordinaten: 48° 7′ 58,2″ N, 11° 41′ 28,3″ O

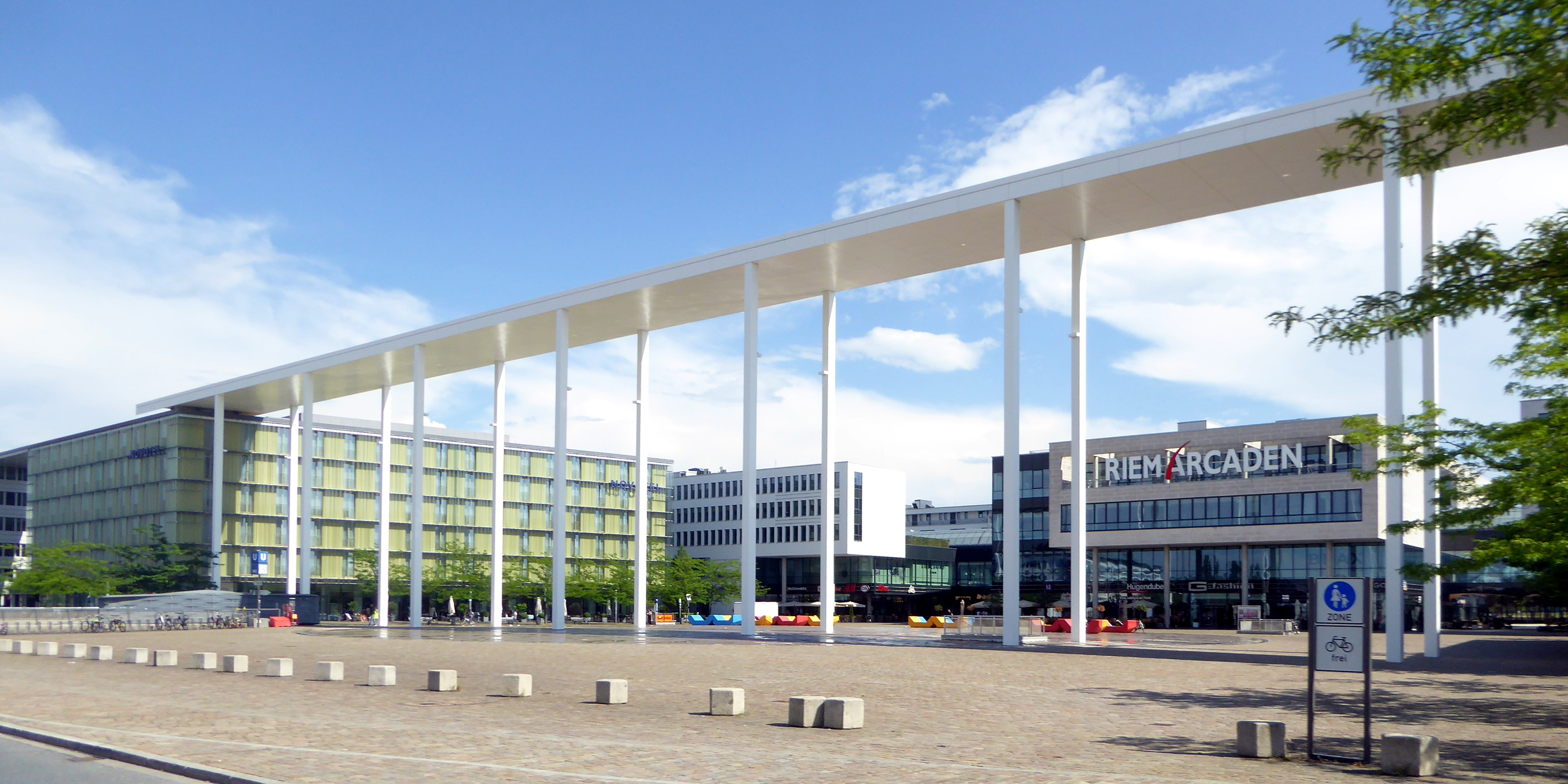
Blick über den Platz hinter der Arkade und vor dem Riem-Arcaden

Der Willy-Brandt-Platz liegt im Münchner Stadtteil Riem unmittelbar an den Riem Arcaden. Nördlich des Platzes befinden sich die Neue Messe München, der Tower des ehemaligen Flughafens München Riem, das Kongresszentrum sowie gewerbliche Nutzflächen, südlich des Platzes die Wohnquartiere des Viertels.
Durch seine Lage bildet der Willy-Brandt-Platz die Schnittachse zwischen der Olof-Palme-Straße und Willy-Brandt-Allee mit Mischgebieten für Büros, Handel- und Dienstleistungen. 

## Nutzung
Unmittelbar am Platz liegt das Hotel Novotel München Messe und der Zugang zu den Riem-Arcaden. In unmittelbarer Nähe am Platz der Menschenrechte befinden sich ein Kulturzentrum, ein Alten- und Servicezentrum  sowie die Kirchengemeinde St. Florian mit ihrem weißen Kirchturm.  Der Willy-Brandt-Platz bietet zudem Zugang zur U-Bahn Haltestelle Messestadt West. Neben dem Zugang befindet sich auch ein großer Brunnen.
Von 2016 bis 2018 wurden der Platz um ein prägnantes weißen Flugdach mit acht Stützenpaaren ergänzt, es bildet als Portikus den räumlichen Abschluss des Platzes und dient als Landmarke.

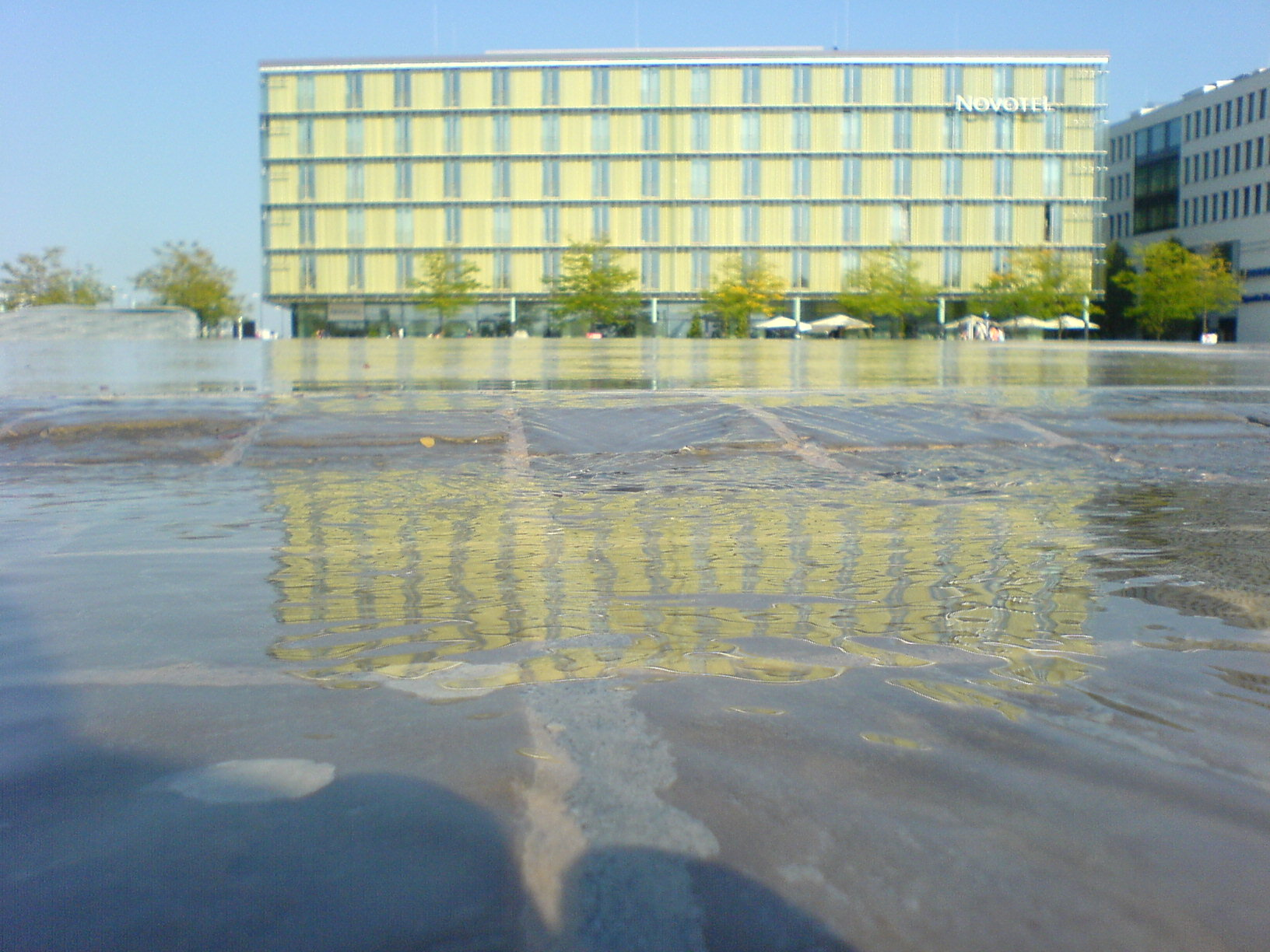
Brunnen am Willy-Brandt-Platz und Blick auf das Hotel Novotel München Riem

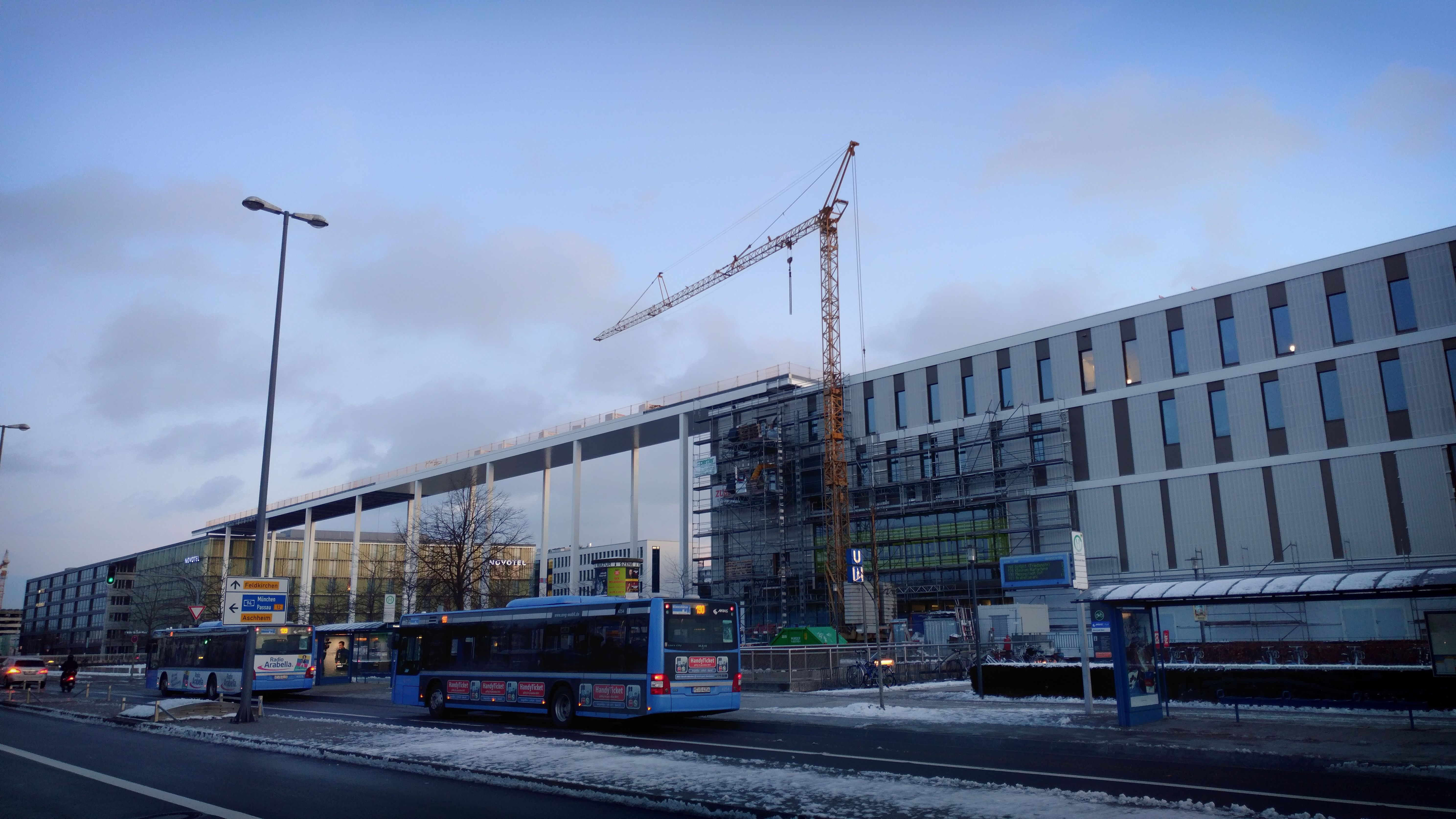
Blick auf den Platz mit dem Portikus und dem neuen Teil der Riem Arcaden im Bau